# Love Hina
Love Hina (japonsky ラブひな, Rabu Hina) je pětadvacetidílný japonský animovaný seriál (anime) vytvořený podle stejnojmenné čtrnáctisvazkové mangy mangaky Kena Akamacua. Seriál spadá do žánru komedie a ečči.

## Příběh
Hlavní postavou příběhu je Keitaró Urašima. Keitaró kdysi slíbil jedné dívce (už si ani nepamatuje její jméno), že s ní půjde na Tódai (Tokijská univerzita). Jenže s věčnou smůlou, která se mu lepí na paty, a známkami, se kterými by ho snad nikam nevzali, zůstala Tódai pouhým snem. Poté, co druhý pokus skončil naprostým fiaskem a rodiče ho za to vyhodili z domu, vydává se za svojí babičkou Hinatou, jestli by ho nechala bydlet ve své Ubytovně Hinata. Ale jak to osud chce, Ubytovna Hinata je dívčí ubytovna, babička odjela na cestu kolem světa, z Keitaróa se stal správce a zdejším děvčatům se to nijak zvlášť nezamlouvá. Jenže po nějakém čase i ony zjistí, že ten úchylák Keitaró je vlastně fajn. A možná jedna z dívek je ta, se kterou si dal slib.

## Postavy

### Obyvatelé Hinaty
- Keitaró Urašima: Je mu 19 let. Věčný smolař a správce Ubytovny Hinata. Sní o tom, že se dostane na Tódai, ale bohužel už třikrát se mu to nepodařilo. Také se domnívá, že jedna z děvčat je dívka, se kterou si dal slib. Přezdívají mu „úchyl“.
- Naru Narusegawa: Sedmnáctiletá obyvatelka ubytovny Hinata. Ze začátku je ostře proti tomu, aby Keitaró zůstal v Ubytovně Hinata, jelikož o něm nemá dobré mínění. Nakonec v něm však najde zalíbení.
- Motoko Aojama: Je patnáctiletá mistryně v kendu, japonském bojovém stylu. Pochází z rodiny s dlouhou samurajskou tradicí. Ráda cvičí bojové styly. Několikrát je použije i proti Keitaróovi.
- Šinobu Maehara: Šinobu je 12 let. Stará se o chod kuchyně a umí skvěle vařit. Tajně je zamilovaná do Keitaróa. Často pláče, nejčastěji kvůli Keitaróovi a ostatní dívky ho za to rády ztrestají.
- Micune „Kicune“ Konno: Je jí 20 let a žije na volné noze. Přezdívají jí Kicune, což znamená liška. Všechny své peníze nejčastěji prosází nebo propije a pak opilá svádí Keitaróa.
- Kaolla Su: Třináctiletá, nenasytná, hyperaktivní cizinka z dalekého ostrova. Má nadání na výrobu jakýchkoliv elektronických „hraček“ a jejich schovávání (nikdo nikdy netuší, s čím vyrukuje a hlavně jak to bude velké). Její pokoj vypadá jako džungle. Její nejlepší kamarádkou je Sarah.
- Haruka Urašima: Keitaróova teta. Pomáhá Keitaróovi vést ubytovnu a vede letní kavárnu a čajovnu Hinata. Celou dobu, v seriálu i manze, má v puse cigaretu a její oblíbená značka je Marlboro. Zná se dobře s panem Setou.

### Ostatní
- Norijasu Seta: Poněkud trhlý učitel archeologie na Tódai. Nosí stále bílý plášť a v puse cigaretu. Jeho řidičské umění je lepší nekomentovat. Narusegawa ho velmi obdivuje a trochu i Keitaró. Má adoptovanou dceru Sarah.
- Sarah McDougal: Adoptovaná dcera pana Sety. Je nejlepší kamarádkou Su. Je velmi hyperaktivní a ráda ztrpčuje Keitaróovi život.
- Mucumi Otohime: Mucumi je devatenáctiletá dívka z Okinawy. Na první pohled je velmi slabá a neustále s sebou nosí meloun a závěť (pro každý případ). I když není příliš fyzicky zdatná, má velké štěstí a všechno vždy zvládne perfektně. Snaží se dostat na Tódai, ale stejně jako Keitaró už dvakrát neuspěla. Darovala Keitaróovi Tamu.
- Tama: Tama, celým jménem Onsen Tamago, je želva, která si žije v horkých pramenech. Byla dárek od Mucumi pro Keitaróa. Je neuvěřitelně rychlá a Su si z ní chce často udělat želví polévku a její elektronické „hračky“ mají většinou za úkol s ní bojovat.